# 湯河元恭
湯河元恭（ゆかわ もとやす、1957年 - 2016年）は、日本のプライベートバンカー。MY0ADVISOR株式会社代表取締役社長。ピクテファイナンシャルマネジメントコンサルタント代表取締役社長。ピクテ投信投資顧問個人金融資産部長などを務めた。

## 来歴・人物
国際商科大学を卒業後、日本興業銀行に入行。東京支店課長、本店人事部副参事役などを経て、2000年よりピクテ銀行の子会社であるピクテファイナンシャルマネジメントコンサルタント取締役に就任。2007年には常務取締役、2008年9月より代表取締役社長に就任した。湯河はピクテの長い歴史において、日本人で初めてのプライベートバンカーとなった。2009年12月に独立し、投資顧問会社のMY0ADVISOR株式会社を設立、代表取締役社長に就任した。
現在、日本の金融マン育成のために、日本証券アナリスト協会ＰＢ教育委員会・ＰＢ資格試験委員会の委員を務めた。